# 신양초등학교 (경남)
신양초등학교(新梁初等學校)는 대한민국 경상남도 양산시에 있는 공립 초등학교로, 2006년 개교하였다.

## 연혁[2]
- 2006.03.01 삽량초등학교로부터 분리 개교(28학급)
- 2006.03.01 제1대 강봉모 교장 취임
- 2007년 양산교육청지정 방과후학교 시범학교 운영
- 2010.03.01 제2대 정삼현 교장 취임
- 2010 경상남도교육청지정 방과후학교 시범학교 운영
- 2012.03.01 43학급으로 편성
- 2012.12.01 경상교육 특색과제 운영 우수학교 선정
- 2013.02.20 제7회 졸업식(221명)
- 2013.03.04 43학급으로 편성
- 2013.03.04 제3대 김성상 교장 취임
- 2013 다문화 지역중심 학교 운영
- 2013.11.15 경상남도 교육과정 우수학교 선정
- 2013.11.25 학교체육 활성화 우수학교 선정
- 2013.12.30 유치원 평가 최우수 유치원 선정
- 2014.02.19 제8회 졸업식(217명)
- 2014.03.03 42학급으로 편성
- 2014 경상남도 초등교육과정 우수학교
- 2014 경상남도교육청 지정 진로연구학교 운영
- 2015.02.17 제9회 졸업장 수여식(198명)
- 2015.03.02 42학급으로 편성
- 2015.12 학교도서관 개선사업
- 2016.02.17 제10회 졸업장 수여식(180명)
- 2016.03.02 38학급으로 편성
- 2016.09.01 제4대 정복자 교장 부임